# OKI IF 800
OKI IF 800 (IF 800) је професионални рачунар, производ фирме OKI који је почео да се израђује у Јапану током 1982. године.
Користио је Zilog Z80 A као централни микропроцесор а РАМ меморија рачунара IF 800 је имала капацитет од 64 KB / 128 KB / 256 KB. 
Као оперативни систем кориштен је CP/M.

## Детаљни подаци
Детаљнији подаци о рачунару IF 800 су дати у табели испод.
|                       |                                                                       |
| [ 1 ]                 |                                                                       |
| Произвођач            |                                                                       |
| Тип                   | професионални рачунар                                                 |
| Меморија              | 64 / 128 / 256                                                        |
| Поријекло             | Јапан                                                                 |
| Година                | 1982                                                                  |
| Тастатура             | тастатура са пуним помаком тастера са одвојеном нумеричком тастатуром |
| Процесор              |                                                                       |
| Фреквенција процесора | 5                                                                     |
| RAM                   | 64 / 128 / 256                                                        |
| ROM                   | непознато                                                             |
| Текст                 | 20 x 25 / 24 x 80                                                     |
| Графика               | 640 x 400 / 640 x 200                                                 |
| Боја                  | 8, или 8 нијанси сиве                                                 |
| Звук                  | 1 глас - 5 октава                                                     |
| Димензије             | непознато                                                             |
| Портови               |                                                                       |
| Оперативни систем     |                                                                       |